# Noticiero Cultural Vicus
Noticiero Cultural Vicus es una colección peruana de noticieros, estrenada en 1983 y dirigida por Silvia Kantor Palant. Este proyecto consta de 30 entregas, cada una de las cuales presenta tres noticias sobre diversos temas culturales, con una duración promedio de cinco minutos.

## Sinopsis
En la década de 1980, los noticieros culturales en cines no eran comunes. Sin embargo, el Noticiero Cultural Cinematográfico Vicus fue innovador al enfocarse en temas culturales. Su difusión fue posible gracias a la ley 193271, promulgada durante el Gobierno Revolucionario de la Fuerza Armada de Juan Velasco Alvarado, que requería que las salas de cine mostraran no solo películas, sino también noticieros, aunque generalmente estos no mostraban interés en el contenido cultural. En muchos episodios, se presentaron artistas y personalidades reconocidas compartiendo sus vivencias. Este material audiovisual sigue siendo relevante, ya que preserva importantes testimonios sobre la cultura de 1983 a 1990.

## Origen
La Colección Vicus incluye treinta noticieros cinematográficos grabados en celuloide. En 2021, la empresa 1405 COMUNICACIONES digitalizó y restauró diez de estos noticieros, gracias a los Estímulos Económicos a la Cultura del Ministerio de Cultura del Perú. Este material se conserva en la Filmoteca de la Pontificia Universidad Católica del Perú (PUCP), junto a otras obras de la Colección Kantor-Palant.

"En 1983, al iniciar el noticiero Vicús, se buscó retratar la cultura peruana en un formato que aún no existía en televisión, utilizando el cine. Estos noticieros mostraban personalidades, obras de teatro y manifestaciones artísticas, permitiendo a la audiencia conectarse con la situación cultural del país. 

Además que la ley de obligatoriedad de exhibición facilitó que, durante un año y medio, se proyectaran noticieros culturales en todas las salas de cine del Perú antes de las películas, ofreciendo un reflejo de la realidad sociocultural. Aunque generaban menos ingresos que los cortometrajes, su impacto en la memoria colectiva y en la valorización de las actividades culturales fue crucial. 

Se produjeron tres noticieros, destacando el primero, Prisma, con ocho ediciones, mientras que Vics tuvo treinta ediciones que celebraron la diversidad y riqueza de la identidad peruana a través de sus reportajes. Además, Mujer Hoy contribuyó a esta labor con cuatro ediciones".
Silvia Kantor (2023)

Noticiero Cultural Vicus n.º 01 (1983)
Se celebra la vida de Cristina Gálvez, reconocida escultora peruana que dejó una huella en la escultura moderna. También se rinde homenaje a Arturo Jiménez Borja, museólogo y etnólogo que preservó la cultura indígena. La casa museo de Julia Codesido, figura emblemática del movimiento indigenista, resguarda su arte y el de otros artistas destacados, reflejando el legado artístico del Perú.
Noticiero Cultural Vicus n.º 12 (1985)
Oscar Quiñones, destacado pintor y muralista peruano, revolucionó el arte con su técnica Ameriformas, fusionando elementos de la cultura precolombina. La cantante Pamela Contreras interpreta la emotiva canción El último deseo, de Daniel Escobar, añadiendo melodía a la tradición. Por su parte, el grupo teatral Alondra presenta ¡Ya viene Pancho Villa!, una audaz obra de teatro experimental bajo la dirección de Jorge Chiarella.
Noticiero Cultural Vicus n.º  30 (1990)
El Homenaje a José María Arguedas celebra la vida y obra del influyente escritor peruano, reconocido por su contribución a la literatura del país. Junto a esto, la Exposición Fotográfica de Lima Antigua organizada por Caretas ofreció una mirada nostálgica a la ciudad. Además, el retrato de Venancio Shinki reveló su proceso creativo, destacando su singular estilo basado en planos de color.